# Nosa Igiebor
Emmanuel Nosakhare Igiebor (n. 9 de noviembre de 1990 en Abuya) más conocido como Nosa o Nosa Igiebor, es un futbolista nigeriano que juega en el Anorthosis Famagusta, de la Primera División de Chipre. De fuerte físico, se trata de un centrocampista diestro con vocación ofensiva que destaca por su explosividad y llegada desde atrás. Más que un jugador de creación, es un finalizador con una interesante movilidad y verticalidad entre las líneas de ataque. 

## Trayectoria
Debutó en 2005 con el Sharks FC de la Liga Premier de Nigeria y en 2007 fue traspasado a los Warri Wolves FC.
En 2009 se marchó a Noruega para fichar por el Lillestrøm SK de la Tippeligaen (máxima categoría del sistema de ligas del fútbol noruego) donde, a pesar de su juventud, se afianzó en el equipo titular. Tras tres temporadas, en verano de 2011, ficha por el Hapoel Tel Aviv F.C. de la primera división israelí, equipo con el que ganó la Copa de Israel.
Tras su periplo por tierras israelíes, el 24 de agosto de 2012, Nosa se convirtió en jugador del Real Betis Balompié.
Dos temporadas después, en julio de 2014, Nosa deja el Real Betis para volver a Israel, fichando por el Maccabi Tel Aviv. Equipo entrenado por Jordi Cruijff con el que ganaría la Premier League israelí.
Tras tres temporadas, en enero de 2017 se marcha a Turquía, para jugar con el Çaykur Rizespor de la Superliga turca.
Al principio de la temporada 2017/18 ficha por el equipo canadiense Vancouver Whitecaps FC de la MLS.
Sin apenas protagonismo en su etapa canadiense, en enero de 2018, Nosa ficha por el Anorthosis de la primera división chipriota.

### Selección nacional
Disputó varios encuentros con la selección sub-23 de su país en 2011, año en el que fue convocado para la selección nacional.
En 2013 disputó la Copa Africana de Naciones en la que se proclamó campeón del torneo.

## Clubes
| Club                   | País    | Año         | PJ (Goles) |
| ---------------------- | ------- | ----------- | ---------- |
| Sharks FC              | Nigeria | 2005 - 2007 | 49 (7)     |
| Warri Wolves FC        | Nigeria | 2007-2009   | 63 (16)    |
| Lillestrøm SK          | Noruega | 2009-2011   | 67 (13)    |
| Hapoel Tel Aviv FC     | Israel  | 2011-2012   | 27 (3)     |
| Real Betis Balompié    | España  | 2012-2014   | 28 (2)     |
| Maccabi Tel Aviv F.C.  | Israel  | 2014-2017   | 64 (9)     |
| Çaykur Rizespor        | Turquía | 2017        | 13 (1)     |
| Vancouver Whitecaps FC | Canadá  | 2017-2018   | 1 (0)      |
| Anorthosis Famagusta   | Chipre  | 2018-       | 15 (1)     |

- Actualizado el 17 de septiembre de 2018.

## Palmarés
Hapoel Tel Aviv FC
- Copa de Israel (2011/12)

Maccabi Tel Aviv
- Liga Premier de Israel (2014/15)
- Copa de Israel (2014/15)
- Copa Toto (2014/15)

Selección
- Copa Africana de Naciones (2013)